# Action non-violente COP21
Pour les articles homonymes, voir ANV.
Action non-violente COP21 (ANV-COP21) est un mouvement citoyen français qui s'oppose aux projets et aux politiques contribuant au dérèglement climatique en recourant à des actions non violentes et à la désobéissance civile. Fondé en 2015, il a été rendu célèbre notamment par ses actions de « fauchage de chaises » dans les banques et de décrochage de portrait présidentiel dans les mairies.
Action non-violente COP21 constitue la branche « résistance » du mouvement Alternatiba, mouvement citoyen de lutte contre le dérèglement climatique dans un souci de justice sociale, notamment par la promotion et le développement des initiatives locales.

## Historique
En 2015, un appel citoyen est lancé, visant « à mener des actions non-violentes avant, pendant et après la conférence de Paris pour le climat, tenue en décembre 2015, afin de contribuer à l’émergence d’un mouvement citoyen de masse pour relever le défi climatique ». Les fondateurs de ce mouvement, dont beaucoup sont déjà impliqués dans Alternatiba, dénoncent le greenwashing des acteurs de la COP21. Ils estiment qu’en plus de développer les alternatives, il faut s’opposer aux pratiques “climaticides”, qui aggravent le dérèglement climatique et entravent la construction d’un modèle de société durable.
Dans cette même année qu'a eu plus le premier Village de  Alternatiba.
Dès les premières actions, les militants d'ANV-COP21 utilisent des t-shirts et des gilets jaunes avec un logo de main paume ouverte, symbole de l’action non-violente.
Le mouvement se structure en 2016 : une association support est créée, dont le siège est à Bayonne, puis la décision est prise de fusionner les équipes d’animation d’Alternatiba et d’ANV-COP21.
En 2018 plus de 70 000 personnes se sont mobilisées pour le mouvement. 
En octobre 2024 soit du 4 au 6 octobre 2024 marque l’arrivée Des Tour Alternatiba 2024 à Nantes sous le nom : la Cité des possibles. 

## Philosophie du mouvement

### Valeurs et raison d'être
ANV-COP21 revendique d’œuvrer pour une société plus désirable qui soit à la fois écologiquement soutenable, socialement juste et démocratique, basée sur des valeurs de solidarité, de partage, d’entraide et de coopération, une culture de non-violence, de tolérance, de bienveillance et de respect. Le mouvement considère la bataille climatique comme la bataille centrale qui conditionne d’autres enjeux fondamentaux comme ceux de la justice sociale, la paix, la démocratie, la solidarité internationale, la préservation de la biodiversité, qui constituent des conditions indispensables pour construire la société écologique, juste et démocratique visée.
L’organisation prône un changement radical du système actuel, résumé par sa devise qu’il partage avec Alternatiba : “Changeons le système, pas le climat !”. Les actions menées visent à contribuer à un changement de fond en comble des modes de production, de consommation, d’aménagement du territoire, de partage du travail et des richesses, à sortir du système néolibéral, capitaliste, productiviste, extractiviste, de la logique de surconsommation et de croissance matérielle infinie.
En associant les actions de désobéissance civile d’ANV-COP21 et la promotion des alternatives déjà existantes sur les territoires par Alternatiba, les deux mouvements luttent en complémentarité à la fois en dénonçant le système actuel et les principaux responsables tout en montrant qu’un autre système est possible et désirable.

### Cadre des actions non-violentes
ANV-COP21 fait le choix du recours à la désobéissance civile et d’une stratégie 100% non-violente, qui correspond selon elle à son projet de faire émerger un mouvement de masse radical et populaire pour le climat. En proposant et articulant différentes formes d’actions dans des mêmes campagnes, la stratégie non-violente tente de proposer une place à chacun quel que soit son profil, en cherchant à obtenir à la fois le soutien et la participation directe de la population. L’organisation revendique une grande diversité de formes d’action, alliant des actions symboliques, artistiques ou humoristiques, à des actions directes d’interposition, d’occupation ou de blocage en passant par des actions constructives ou encore des actions de non-coopération et de boycott.
L’organisation affirme que le caractère violent ou non-violent d’une action est relatif et dépend de la perception de chacun et plus généralement du contexte dans lequel une action est menée. ANV-COP21 caractérise la non-violence de ses actions par la mise en place d’un cadre collectif précis qui vise à conserver une attitude respectueuse envers les personnes tout au long de l’action : actions menées à visage découvert, sans violence physique de la part des activistes, et sans violence psychologique en proscrivant les insultes, propos méprisants, attitudes provocatrices ou insultantes. La dégradation matérielle n’est pas exclue par principe, mais doit relever d’une décision collective de l’ensemble du groupe.

## Campagnes notables

### Lutte contre l'évasion fiscale: les Faucheurs de chaises
En février 2015, des membres de Bizi ! entrent dans une agence HSBC de Bayonne, s'emparent de chaises et ressortent avec. Le collectif basque annonce qu'il rendra les chaises quand la banque, épinglée par les révélations de SwissLeaks, rendra l’argent des paradis fiscaux.

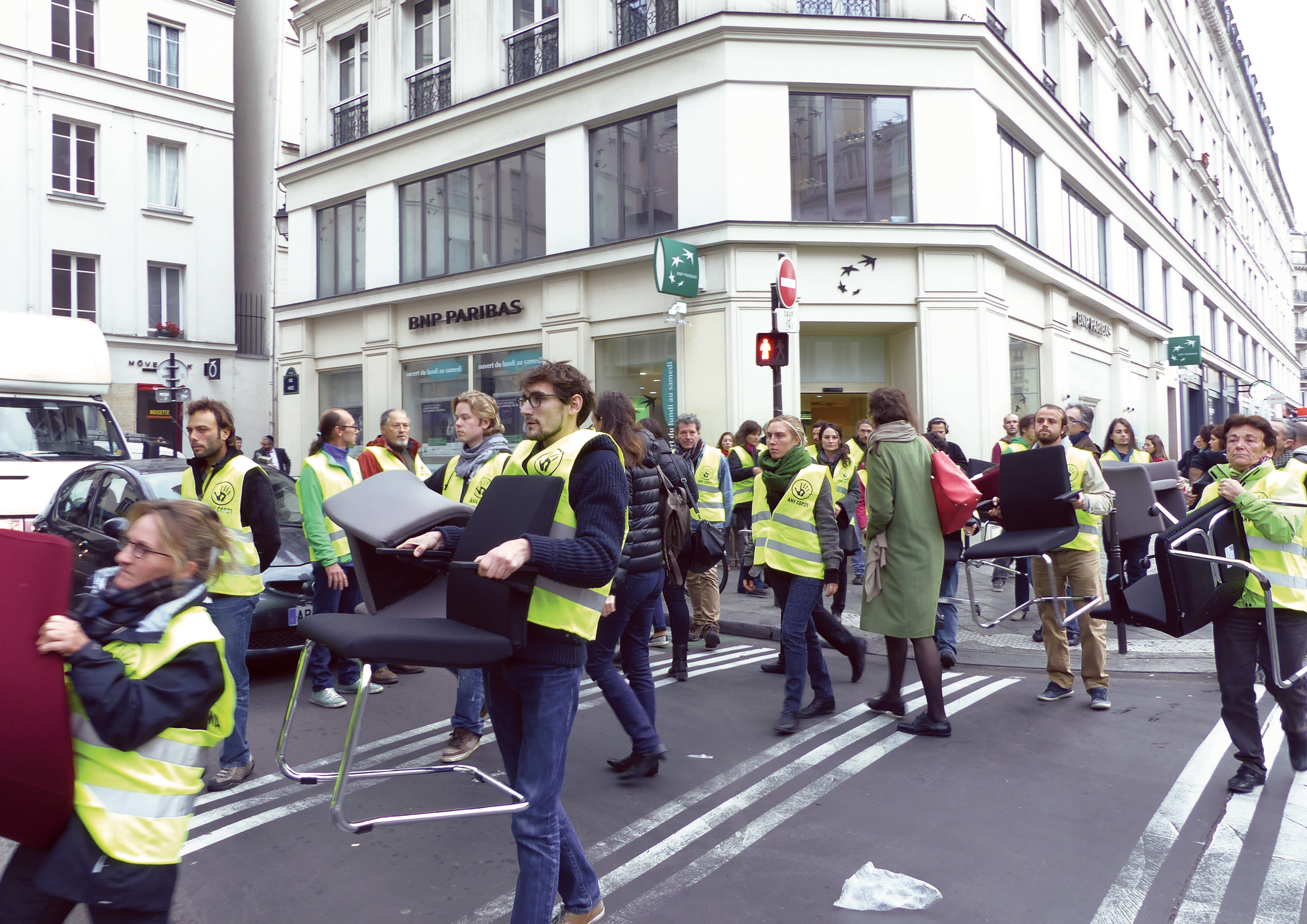
Activistes d'ANV-COP21 réquisitionnant des chaises dans une banque

Dans la foulée, Bizi ! et ANV-COP21 créent le collectif des Faucheurs de chaises, avec Attac, les Amis de la Terre et Solidaires Finances Publiques. Ils lancent avec des personnalités un appel à réquisitionner autant de chaises que de parties représentées à la COP21 . Le 6 décembre 2015, un « Sommet des 196 chaises » se tient à Montreuil pour faire le lien entre l'évasion fiscale et le manque de financements de la transition écologique et sociale.
Le 8 février 2016, à l’occasion de l’ouverture du procès de Jérôme Cahuzac pour fraude fiscale, les 196 chaises sont déposées auprès du palais de justice de Paris. Pour les Faucheurs de chaises, il ne faut pas "uniquement faire le procès de Jérôme Cahuzac, mais celui de l'évasion fiscale en général".
La BNP Paribas, une des principales cibles de ces actions menées de manière non-violente et à visage découvert, décide de poursuivre en justice plusieurs “Faucheurs de chaises”, dont le militant d’ANV-COP21 Jon Palais. Convoqué au tribunal de Dax le 9 janvier 2017, il est défendu par les avocates Eva Joly et Caroline Joly. En décembre 2016, de nombreuses agences de BNP Paribas, qui parrainait officiellement la Conférence de Paris de 2015 sur les changements climatiques, sont de nouveau visées par des actions des Faucheurs de chaises. Action non-violente COP21 entend faire de ce procès une tribune contre l'évasion fiscale. Au terme d’une journée rassemblant 2000 soutiens et d'un procès très médiatisé, Jon Palais est relaxé.
À la suite de ce jugement, la banque décide en février 2017 de ne plus se porter partie civile contre Florent Compain, le président des Amis de la Terre, qui sera finalement relaxé en appel en janvier 2020. Une militante d'Attac, Nicole Briend, jugée à Carpentras, est relaxée le 7 juin 2018.

### Lutte contre l'exploitation des énergies fossiles

#### Blocage d'un sommet des industries pétrolières

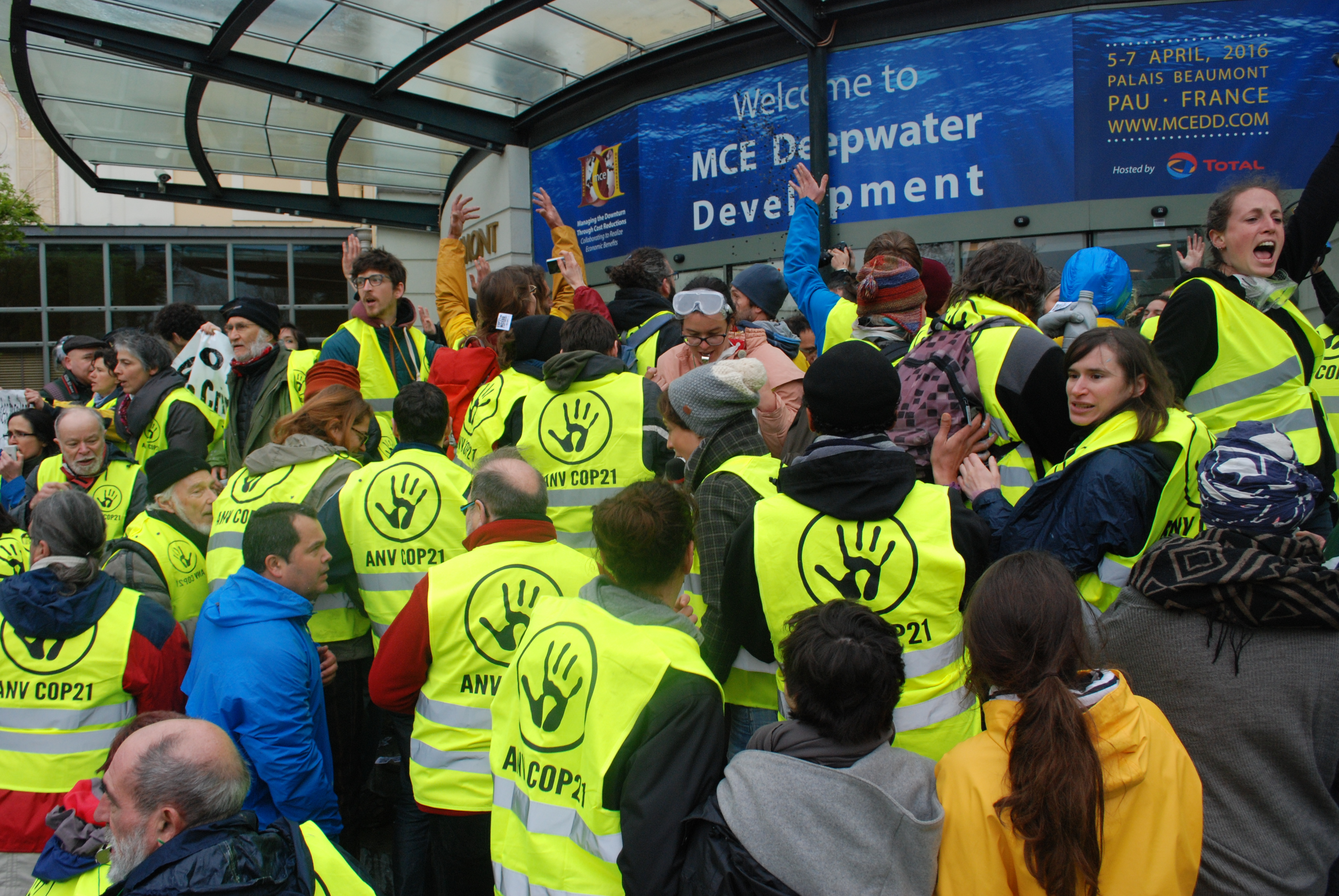
Blocage de l'entrée du sommet du MCE Deepwater Development par des activistes d'ANV-COP21

Du 5 au 7 avril 2016, le sommet international MCE (Marine, Construction and Engineering) Deepwater Development se tient à Pau pour développer l’exploitation des hydrocarbures, notamment en eau profonde. Jugeant cet événement en contradiction avec les engagements de l’Accord de Paris, seulement quatre mois après sa signature, ANV-COP21 et d’autres mouvements écologistes annoncent leur intention de bloquer le sommet par des actions de désobéissance civile non-violente.
Dès le 2 avril, un camp d’action climat est installé dans le Village d’Emmaüs Lescar-Pau à la fois pour former les activistes à la désobéissance civile et aux techniques d’action non-violente et pour les informer des impacts des hydrocarbures offshore sur le dérèglement climatique et sur les océans.
Pendant les trois jours du sommet, jusqu’à 600 personnes mènent des actions pour perturber son déroulé : blocage, chaîne humaine, franchissement de lignes de police, die-in, concert, auto-menottage à des portails, véhicules ou sacs de congressistes, etc. Pour les activistes, l’objectif est atteint : médiatiser l’activité réelle des multinationales pétrolières derrière leurs bonnes intentions environnementales affichées, et envoyer le signal que les citoyens ne les laisseront plus faire.
Cette séquence, comme celle de la COP21 et des Faucheurs de chaises, est visible dans le documentaire Irrintzina, le cri de la génération climat.

#### Lutte contre un projet de Total menaçant le récif de l’Amazone
Le 7 novembre 2015, une centaine d'activistes d'ANV-COP21 et de Greenpeace dénoncent par une mise en scène de « crime climatique » les activités de Total devant le siège de l'entreprise, à La Défense.
À partir de 2017, ANV-COP21 s’associe à la campagne que mène Greenpeace pour la protection du récif de l’Amazone, menacé par des projets de forage pétrolier de Total. En mai 2017, les militants des deux organisations « redécorent » une vingtaine de stations service appartenant à Total avec des motifs de récif corallien, afin de pointer du doigt les impacts sur la biodiversité du forage dans le récif de l'Amazone.
Le 1er juin 2018, près de 250 activistes de Greenpeace et d’ANV-COP21 perturbent l’assemblée générale des actionnaires de Total au palais des congrès de Paris par l’intrusion d'une batucada, le déploiement de banderoles et la suspension d’activistes au-dessus de la scène. En septembre suivant, des marées noires sont simulées dans les fontaines d'une trentaine de villes de France. En décembre 2018, l’agence environnementale brésilienne (Ibama) rejette définitivement la demande de Total de forer au large de l’embouchure de l’Amazone.
D’autres projets controversés de Total sont dénoncés par des actions menées par ANV-COP21, comme l’utilisation d’huile de palme dans les carburants et la reconversion de la raffinerie de la Mède. Alors que Total présente ces orientations comme des solutions d’avenir devant être soutenues par les pouvoirs publics, de nombreuses ONG s’y opposent, estimant qu’elles entraîneraient une augmentation massive des besoins en huile de palme, contribuant à accélérer la déforestation en Asie du Sud-Est.

#### Lutte contre le financement des énergies fossiles par la Société générale
Après avoir obtenu en 2017 que BNP Paribas retire ses financements aux entreprises dont plus de 30 % de l’activité est dédiée aux énergies fossiles non conventionnelles, les Amis de la Terre décident avec ANV-COP21 de cibler la banque Société générale, premier investisseur mondial dans ces énergies particulièrement polluantes.
Le 8 septembre 2018, 38 agences sont visitées par plus de 600 activistes qui s’attellent à les nettoyer avec éponges, balais et serpillières afin de dénoncer la pollution générée par les activités que Société générale finance. Un mois plus tard, les activistes utilisent des banderoles enflammées et des mains rouges pour symboliser le « crime climatique » perpétré par la banque.
Le 14 décembre 2018, les deux organisations rassemblent 912 militants devant l'agence centrale de Société générale, boulevard Haussmann à Paris. Les activistes sont de nouveau équipés d'éponges, de serpillières et parfois de costumes de Bob l’éponge. Ils bloquent le boulevard et tentent de nettoyer la banque, fermée et défendue par les forces de l’ordre, qui arrêtent et placent en garde à vue un des activistes.

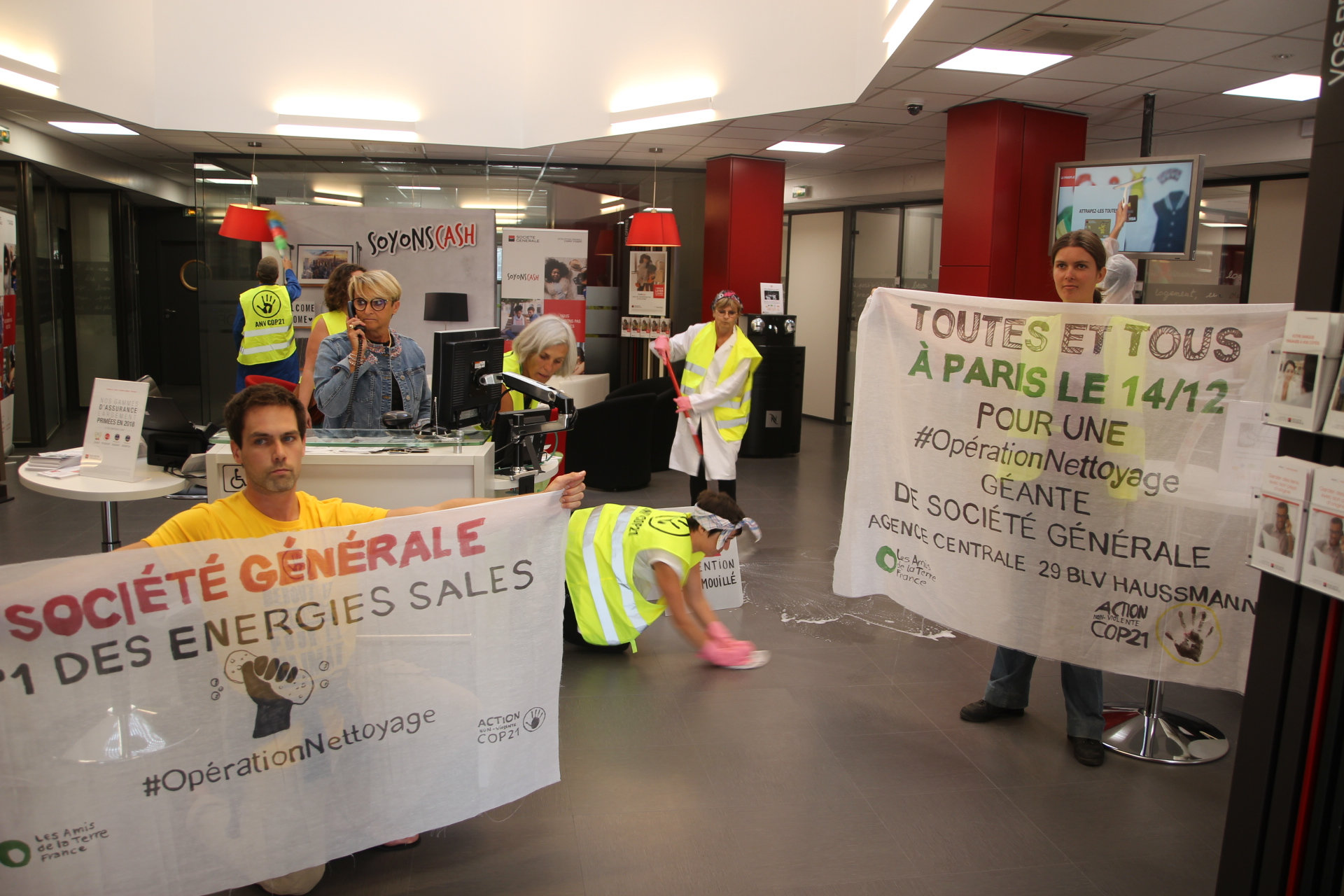
Activistes d'ANV-COP21 "nettoyant" une agence Société générale au Mans
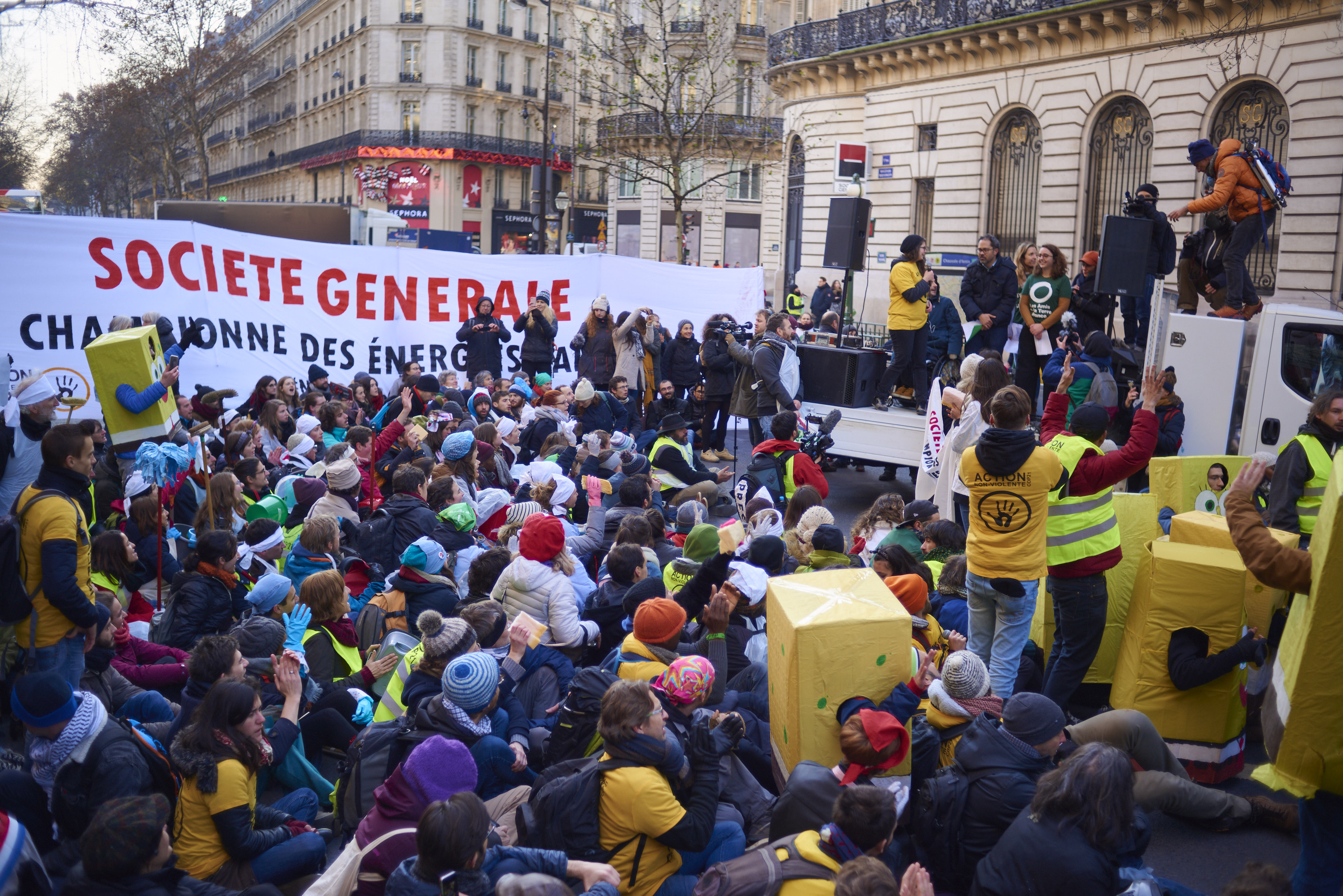
Opération "Nettoyage géant" à l'agence centrale de Paris le 14 décembre 2018
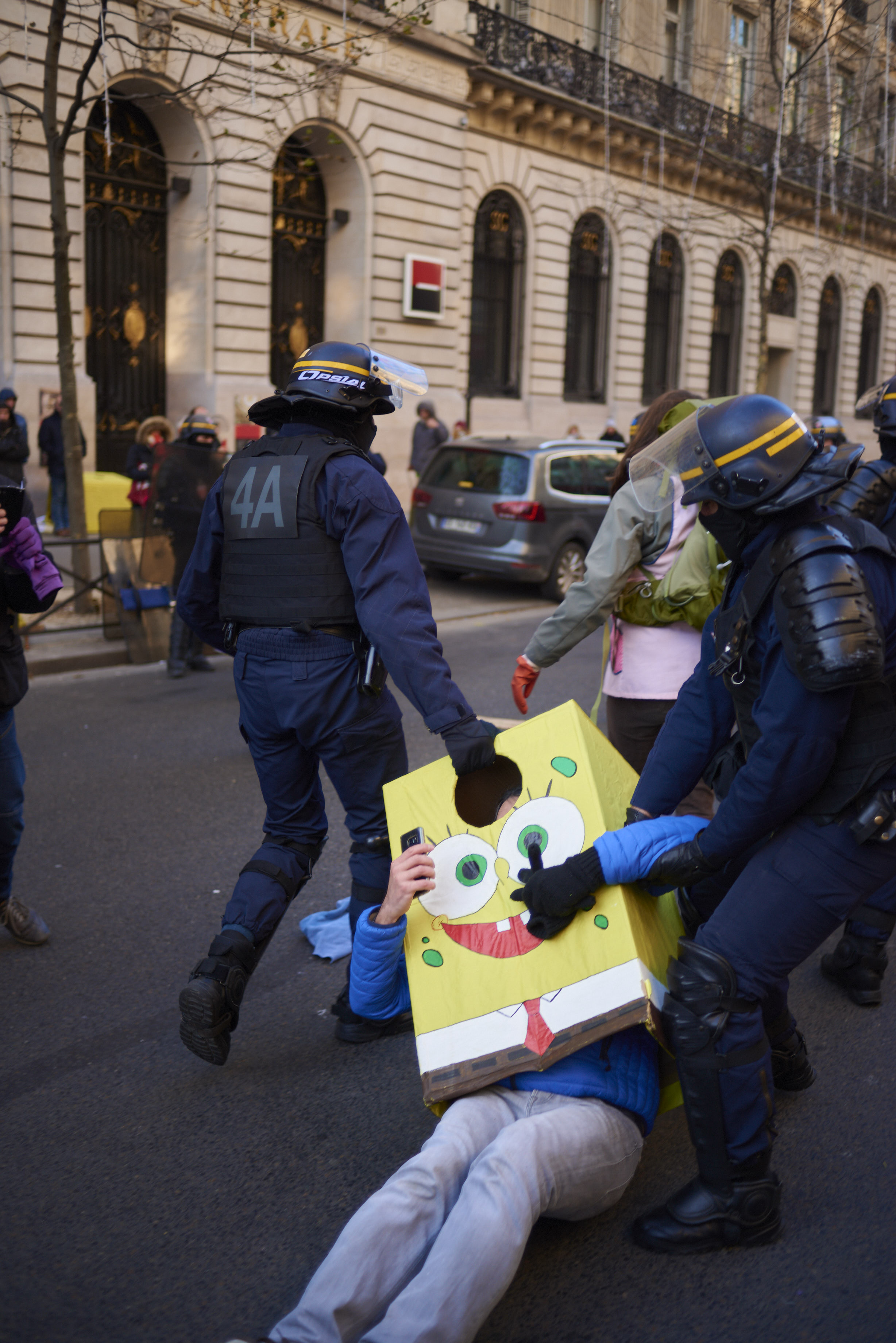
Évacuation d'un activiste déguisé en Bob l’éponge

Fin 2019, c’est la Conférence annuelle européenne du gaz qui est perturbée par une action à l’hôtel InterContinental de Paris, puis des « conférences pirates » qui sont menées dans plusieurs agences de Société générale.
En parallèle de ces actions d'intrusion, les militants mènent aussi des opérations sur les réseaux sociaux, ainsi qu'un dialogue à plusieurs niveaux (employés des agences, direction, actionnaires) pour convaincre de cesser les investissements mis en cause.

### Lutte contre l'inaction politique: Décrochages de portraits officiels du président Emmanuel Macron

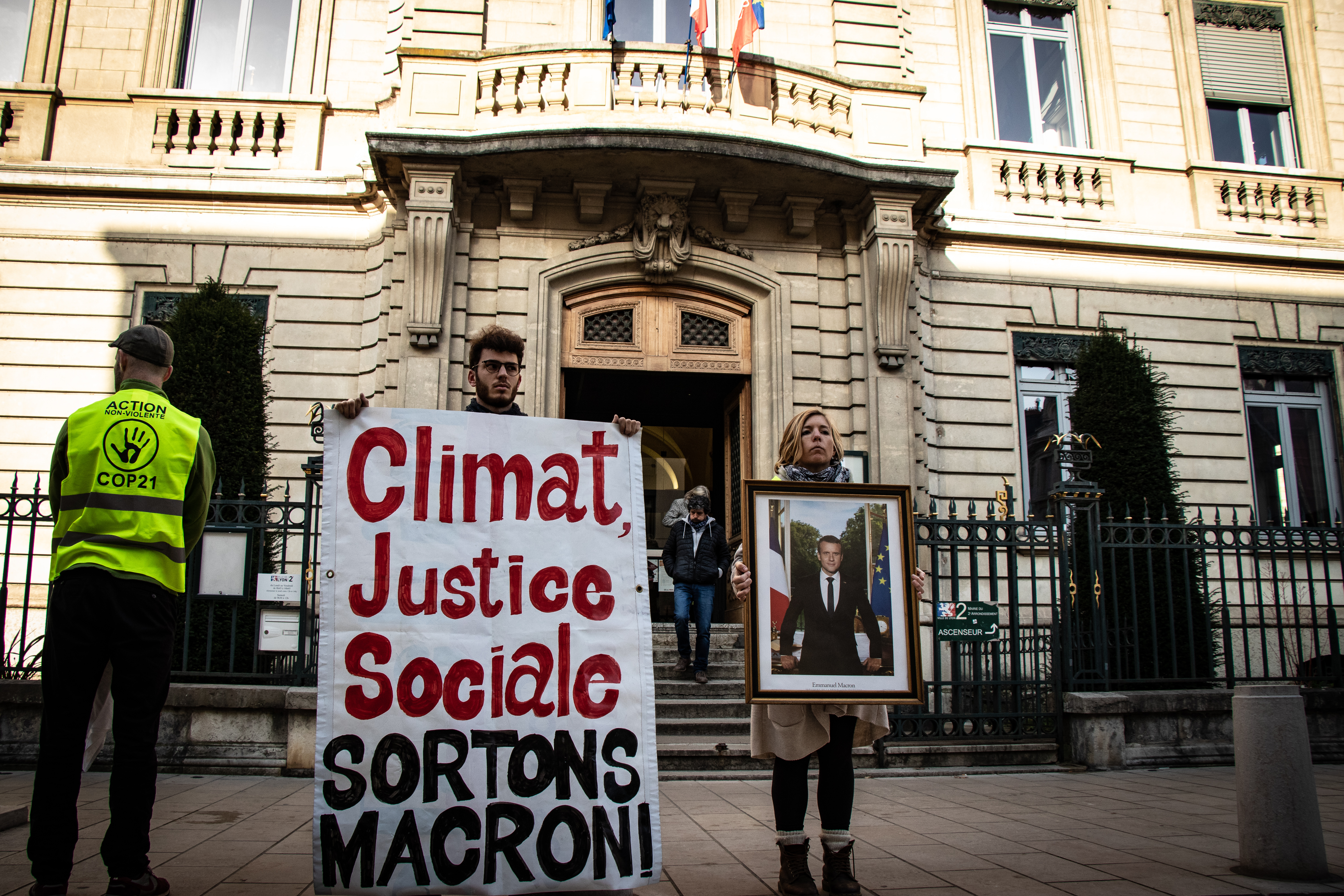
Décrochage d’un portrait du président Macron à la mairie du deuxième arrondissement de Lyon le 21 février 2019

À partir de février 2019, des militants d'ANV-COP21 réquisitionnent des portraits officiels d'Emmanuel Macron dans les mairies de plusieurs villes de France dont Lyon, Paris, Biarritz ou encore Orléans. Les activistes revendiquent la mise en œuvre immédiate de mesures radicales pour lutter contre le dérèglement climatique et assurer la justice sociale. En quelques mois, plus de 120 décrochages de portraits sont recensés, dans toutes les régions du pays.
Ces actions entraînent une répression importante compte tenu du faible préjudice (le portrait s’achète à moins de 10 euros sur le site de l’Élysée). Des dizaines de militants sont interpellés, placés en garde à vue, perquisitionnés et convoqués au tribunal. Poursuivis pour « vol en réunion », les prévenus encourent des peines de 75 000 euros d'amende et 5 ans d'emprisonnement. Les préfets et la gendarmerie ont également reçu des consignes fermes, et le Bureau de la lutte antiterroriste (BLAT) a été saisi pour renforcer les services de la gendarmerie sur cette affaire. Un avocat des militants inculpés estime que ce déploiement de moyens répressifs contre les activistes écologistes peut être « une dérive autoritaire inquiétante, qui cherche à confondre terroristes et militants écologistes ».

#### Utilisation des portraits
Les groupes d’ANV-COP21 utilisent les portraits « réquisitionnés » pour mettre en valeur des luttes locales ou globales : pétition l’Affaire du siècle, projets inutiles et imposés comme le grand contournement ouest (GCO) de Strasbourg ou un projet de pont sur la Loire en zone naturelle, rassemblements de Gilets jaunes, etc.
Fin août 2019, alors que Biarritz accueille le G7 et que des milliers de forces de l’ordre sont déployées sur la côte basque, ANV-COP21 et Bizi ! organisent une « Marche des portraits » dans la zone interdite aux rassemblements. Près de 1 000 personnes déambulent dans les rues de Bayonne, munies de tableaux emballés dont certains se révèlent être des portraits présidentiels issus de mairies, brandis tête en bas par les activistes. Devant la presse internationale, ANV-COP21 et des personnalités de la société civile dont l’écrivaine Susan George détaillent leurs critiques sur la politique d’Emmanuel Macron.
Le 8 décembre 2019, à 100 jours des élections municipales, 100 portraits réquisitionnés sont sortis à Paris, devant la tour Eiffel, symbole de la COP21, pour rappeler que les engagements climatiques de la France ne sont pas tenus, comme le confirme le rapport du Haut Conseil pour le climat.

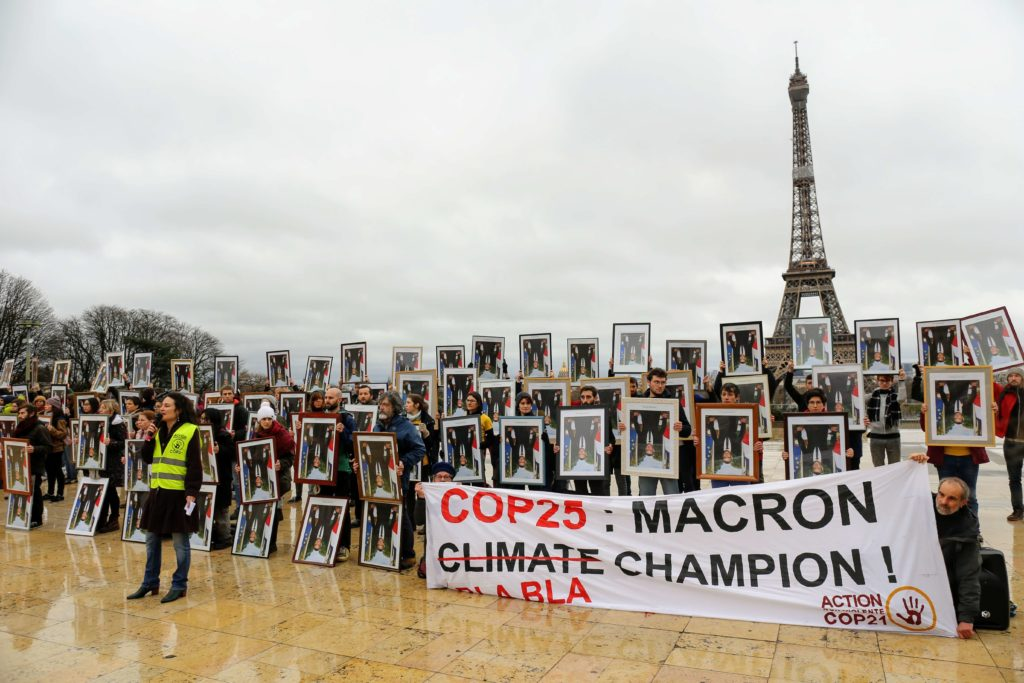
100 activistes d'ANV-COP21 brandissent au Trocadero devant la Tour Eiffel les portraits du président Emmanuel Macron réquisitionnés dans les mairies

Le 13 mars 2020, avant-veille du premier tour des élections, alors que le confinement dû au virus Covid-19 n’est pas encore décidé, des militants ANV-COP21 tentent d’approcher l’Élysée avec des représentants de plusieurs secteurs de la société civile pour dresser ce qu’ils appellent « le vrai bilan » du président. Douze personnes sont interpellées avec un portrait présidentiel et passent la nuit en garde à vue, dont Priscillia Ludosky, figure des Gilets jaunes, et Aurélie Trouvé, porte-parole d’Attac.

#### Procès des Décrocheurs et Décrocheuses
Les procès qui s’enchaînent à partir de mai 2019 connaissent des issues variées : reports, condamnations à des amendes fermes ou avec sursis, mais celui qui rencontre le plus d’écho est le procès de Lyon. En septembre 2019, le tribunal de grande instance de Lyon prononce une relaxe pour un militant et une militante accusés d'avoir volé un portrait d'Emmanuel Macron, « au bénéfice de l’état de nécessité », jugeant que leur acte était une interpellation légitime du chef de l'État. Cette décision est très commentée par la sphère politico-médiatique mais également juridique, qui s’interroge sur cette décision.
Le parquet ayant fait appel, la Cour d’appel de Lyon décide le 14 janvier 2020 de condamner les deux activistes à 250 € d'amende, estimant qu'ils n'avaient pas prouvé avoir utilisé au préalable tous les moyens disponibles pour alerter le gouvernement. Les militants d’ANV-COP21 décident de se pourvoir en cassation, ainsi que six autres du groupe de Villefranche-sur-Saône, condamnés en appel le même jour à 500 € d'amende avec sursis.
| Nombre de portraits « décrochés »          | 151 |
| Nombre de personnes placées en garde à vue | 128 |
| Nombre de perquisitions par la police      | 86  |
| Nombre de personnes poursuivies            | 83  |
| Nombre total de procès prévus              | 41  |

### Lutte contre la collusion entre pouvoirs publics et intérêts privés: blocage de «la République des pollueurs»
En parallèle de la campagne des portraits de Macron, ANV-COP21 s'associe avec Greenpeace et les Amis de la Terre pour organiser le 19 avril 2019 une des plus grandes actions de désobéissance citoyenne en France, regroupant plus de 2000 activistes. Durant cette journée de mobilisation, quatre tours du quartier des affaires La Défense à Paris ont été bloquées : celle du siège de Total, d'EDF, de la Société Générale et du ministère de la transition écologique et solidaire.
Les associations organisatrices pointent du doigt ce qu'elles appellent « la République des pollueurs », autrement dit « l’alliance toxique entre les grands patrons des entreprises les plus polluantes et le gouvernement qui verrouille la lutte écologique et reste sourd à la mobilisation », selon une porte-parole.

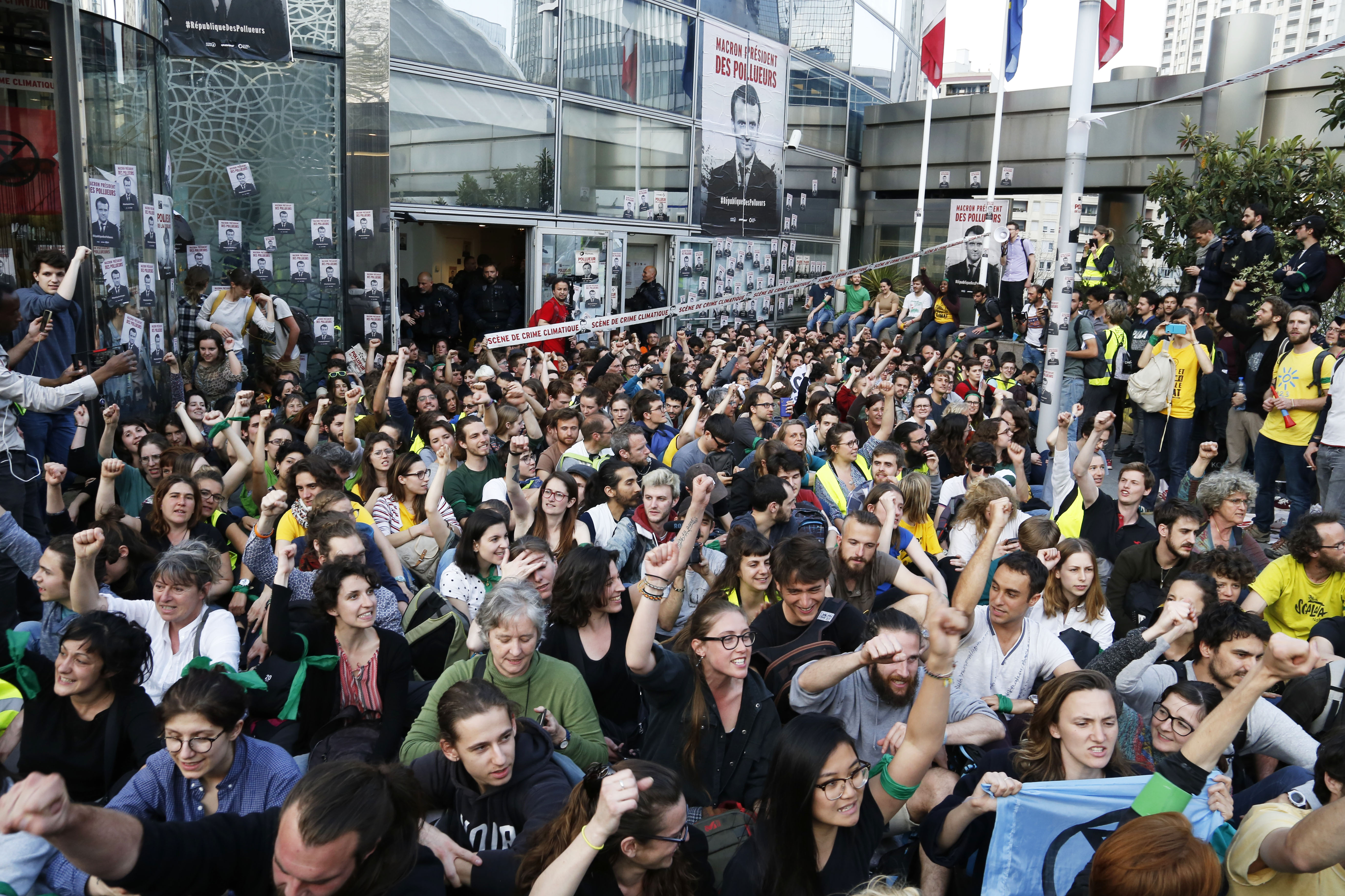
Blocage du ministère de la Transition écologique et solidaire
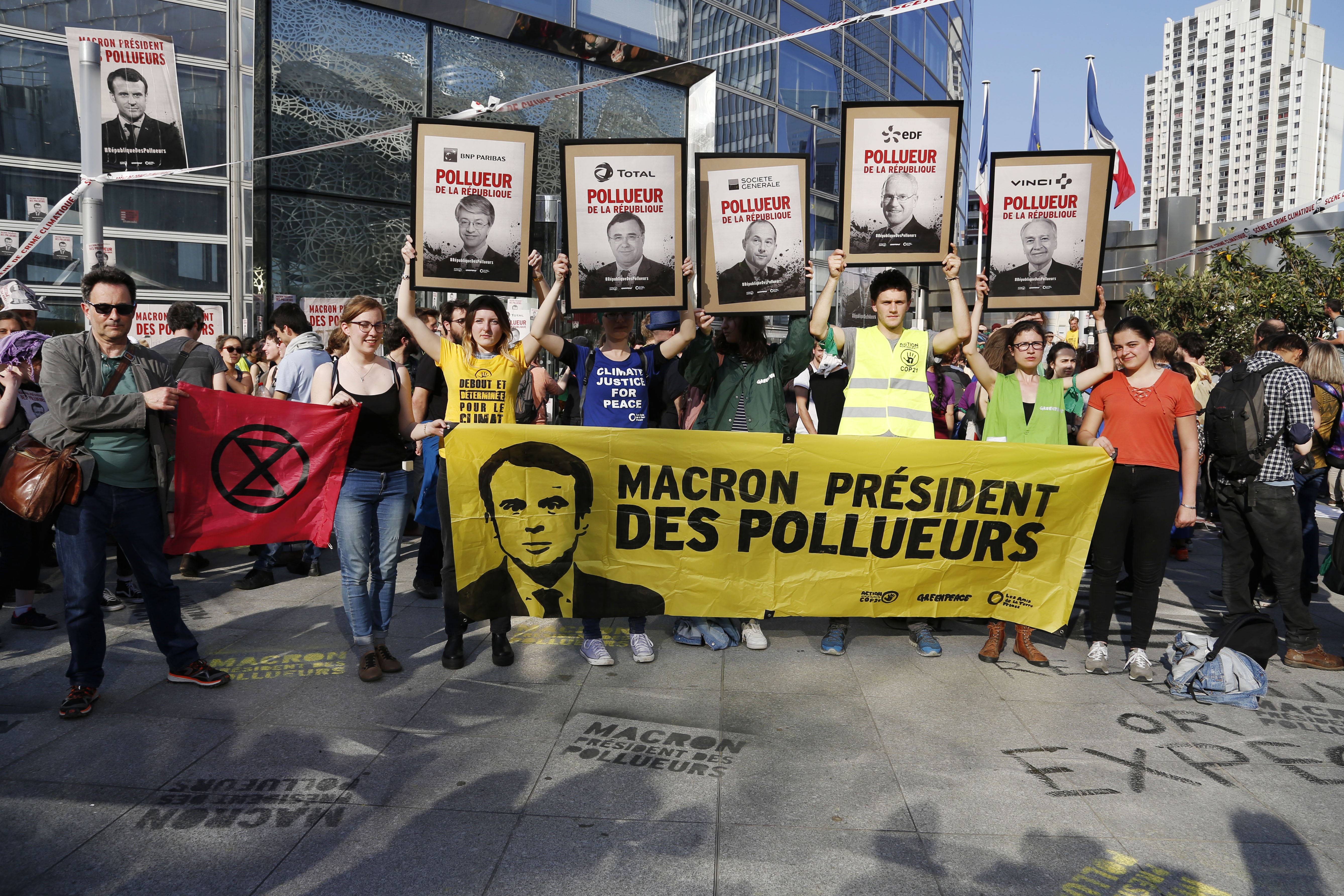
Portraits de PDG de grandes entreprises situées à La Défense
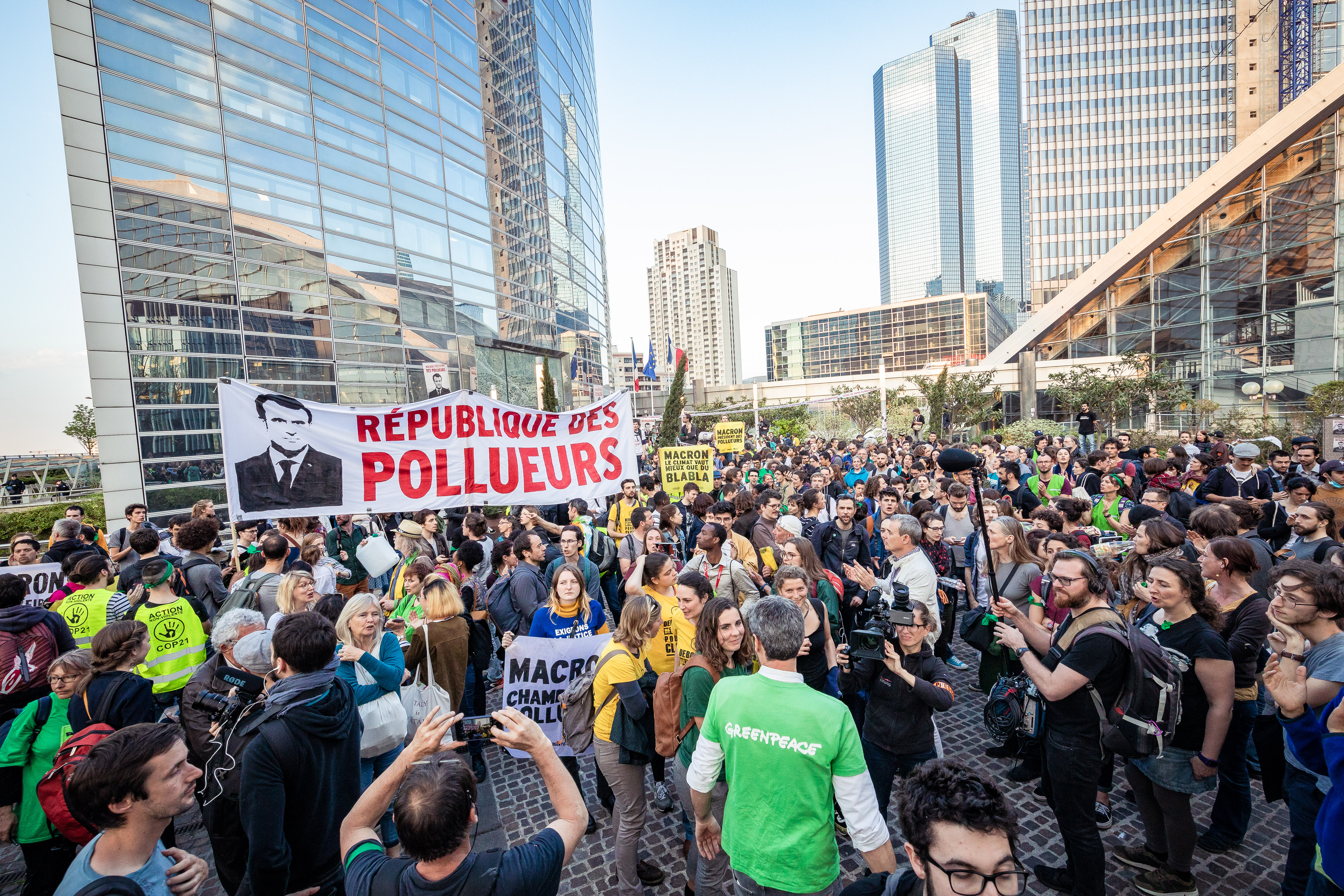
Fin de l'action République des pollueurs à La Défense

### Lutte contre la surproduction et la politique d'Amazon
En 2019, ANV-COP21 s’associe aux Amis de la Terre dans une campagne dénonçant la surproduction. Cette campagne vise en particulier les industries textile et électronique, dont la fabrication et le transport représentent près d’un quart des émissions de gaz à effet de serre françaises. Ces industries sont également accusées d'exploiter les ouvriers des pays du Sud dans des conditions de travail indécentes, sanitairement dangereuses ainsi que d’exploiter le travail d’enfants. Les deux organisations estiment que le développement du commerce en ligne et la stratégie commerciale et fiscale agressive de géants comme Amazon ne font qu’amplifier la nocivité de ces industries tout en contribuant à la destruction de l’emploi local.
Durant l’année 2019, ANV-COP21 et les Amis de la Terre lancent une pétition réclamant la mise en place d’un moratoire mettant fin à l'extension des zones commerciales et des entrepôts. De nombreuses actions de blocage visant la multinationale Amazon sont également organisées par les activistes d’ANV-COP21. Ces actions visent à la fois le siège français de la firme, situé en région parisienne à Clichy et ses entrepôts notamment ceux de Toulouse, Lille, Saint-Priest et Montélimar. Le 28 novembre 2019, à la veille du Black Friday, le blocage de l'entrepôt d'Amazon récemment ouvert de Brétigny-sur-Orge (Essonne) est organisé conjointement avec des membres des Amis de la Terre et du mouvement des Gilets Jaunes et entraîne l’arrestation et la mise en garde à vue de huit activistes pour entrave à la circulation et organisation de manifestation non-déclarée

## Fonctionnement du mouvement

### Structuration
Action non-violente COP21 n’est pas structurée comme une association classique. Il n’y a pas d’adhésion formelle : est considérée comme membre du mouvement toute personne qui participe aux activités d’un groupe local, d’un groupe de travail, ou d’un projet du mouvement. Le mouvement ANV-COP21 est constitué d’un réseau de groupes locaux autonomes, pouvant organiser leurs propres activités au niveau local du moment qu’ils respectent les textes fondamentaux du mouvement. Début 2020, le mouvement revendique un réseau de 67 groupes locaux répartis sur toute la France.
Les groupes locaux se coordonnent via des outils de communication et des réunions de Coordination du mouvement, en commun avec les groupes Alternatiba, afin de définir les orientations politiques et stratégiques. Une équipe d’animation nationale, composée d’environ 80 personnes issues de différents groupes et territoires, anime le réseau et met en œuvre concrètement ces orientations.

### Type d'actions
L'association se distingue par son recours quasi-systématique à la désobéissance citoyenne, dans un contexte non-violent. La non-violence est une stratégie qui permet une grande diversité de formes d’action : allant des actions symboliques, artistiques ou humoristiques, à des actions directes d’interposition, d’occupation ou de blocage, en passant par des actions constructives ou de actions de non-coopération, ou encore de boycott[réf. souhaitée]. ANV-COP21 organise également des formations théoriques et pratiques à la stratégie et à l’action non-violente dans toute la France, et notamment lors de Camps Climat.
Le mouvement relaie, soutient et participe également aux campagnes d’autres organisations qui luttent aussi contre le dérèglement climatique (Greenpeace, 350.org, Amis de la Terre, Attac, etc.)

### Formations
Dans l’optique de faire émerger un mouvement citoyen de masse pour lutter contre le dérèglement climatique, ANV-COP21 organise des formations théoriques et pratiques à la stratégie, à la désobéissance civile et à l’action non-violente. Ces formations sont mises en place régulièrement dans toute la France par les groupes locaux ou lors de formations en ligne.
D’autres événements organisés par ANV-COP21 avec Alternatiba et les Amis de la Terre sont l'occasion de former à la désobéissance civile et à l’action non-violente : 
1. Le Tour Alternatiba 2018 (tour de 5 800 km sur des vélos multiplaces pour alerter sur l'urgence climatique et promouvoir les formes d'engagement collectif contre le dérèglement climatique)[87]
2. Le Tour Alternatiba 2024  est une mobilisation citoyenne de 4 mois pour former les citoyens, s’organiser et adapter les territoires face aux conséquences du dérèglement climatique. C'est par l’action collective et les transformations concrètes et désirables qu'Alternatiba et ANV-COP21 les organisateurs du Tour Alternatiba souhaitent faire émerger une société juste, solidaire et soutenable. Des formations ont a l'action non-violente et à la désobéissance civile ont été données au tout long des 6500 km parcourus[88].
3. Le Camp Climat : Cet evenement a pour but est de se former et de s'impliquer activement pour les causes environnementales et sociales[89].
  - en 2016 à Espère, dans la commune de Saint-Aubin (Lot-et-Garonne)[8]
  - en 2017 à Maury (Pyrénées-Orientales)[90]
  - en 2019 à Kingersheim (Haut-Rhin)[91]
  - en 2025 à Nantes (Loire-Atlantique)

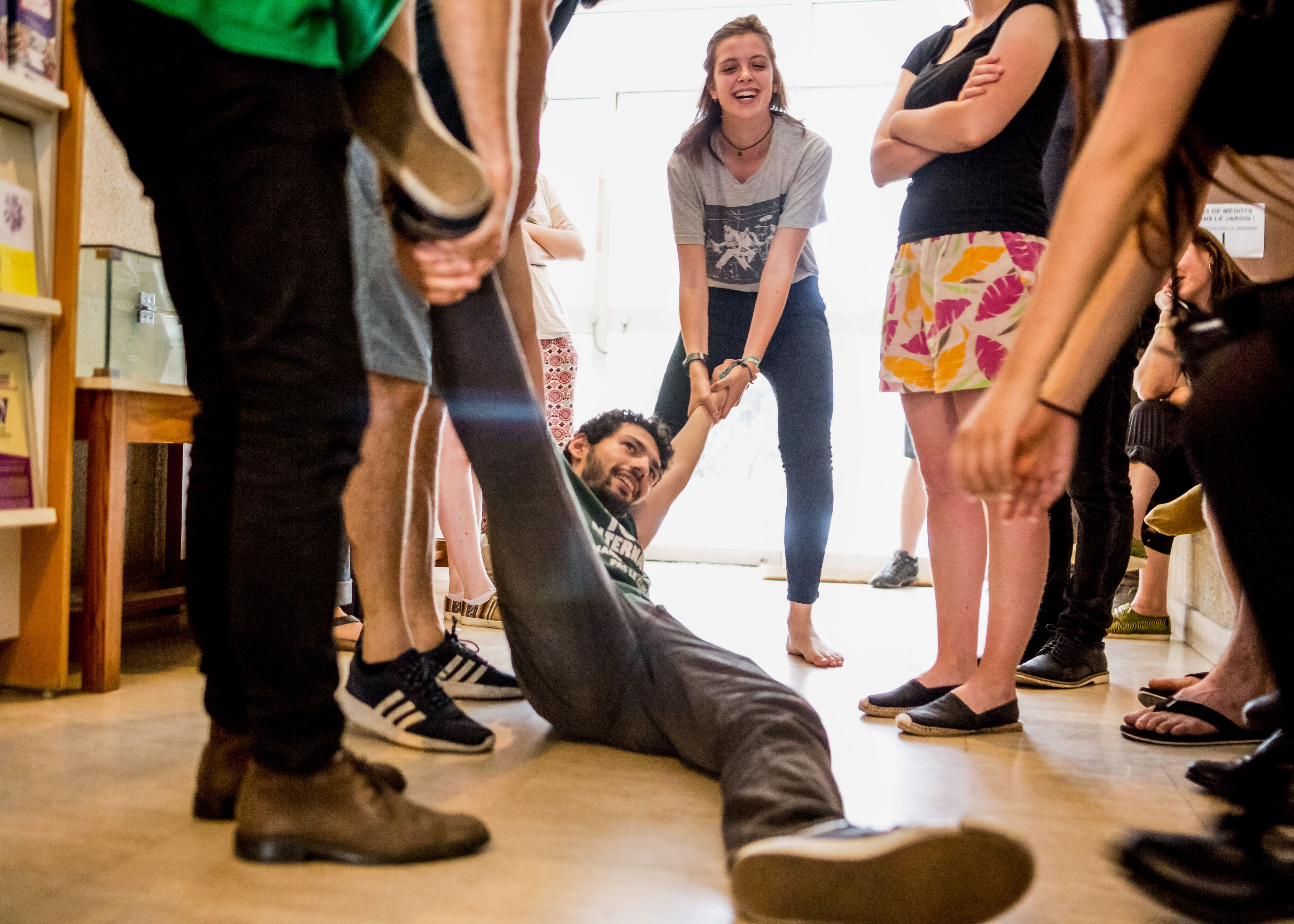
Formation ANV-COP21 à l'action non-violente et à la désobéissance civile à Paris
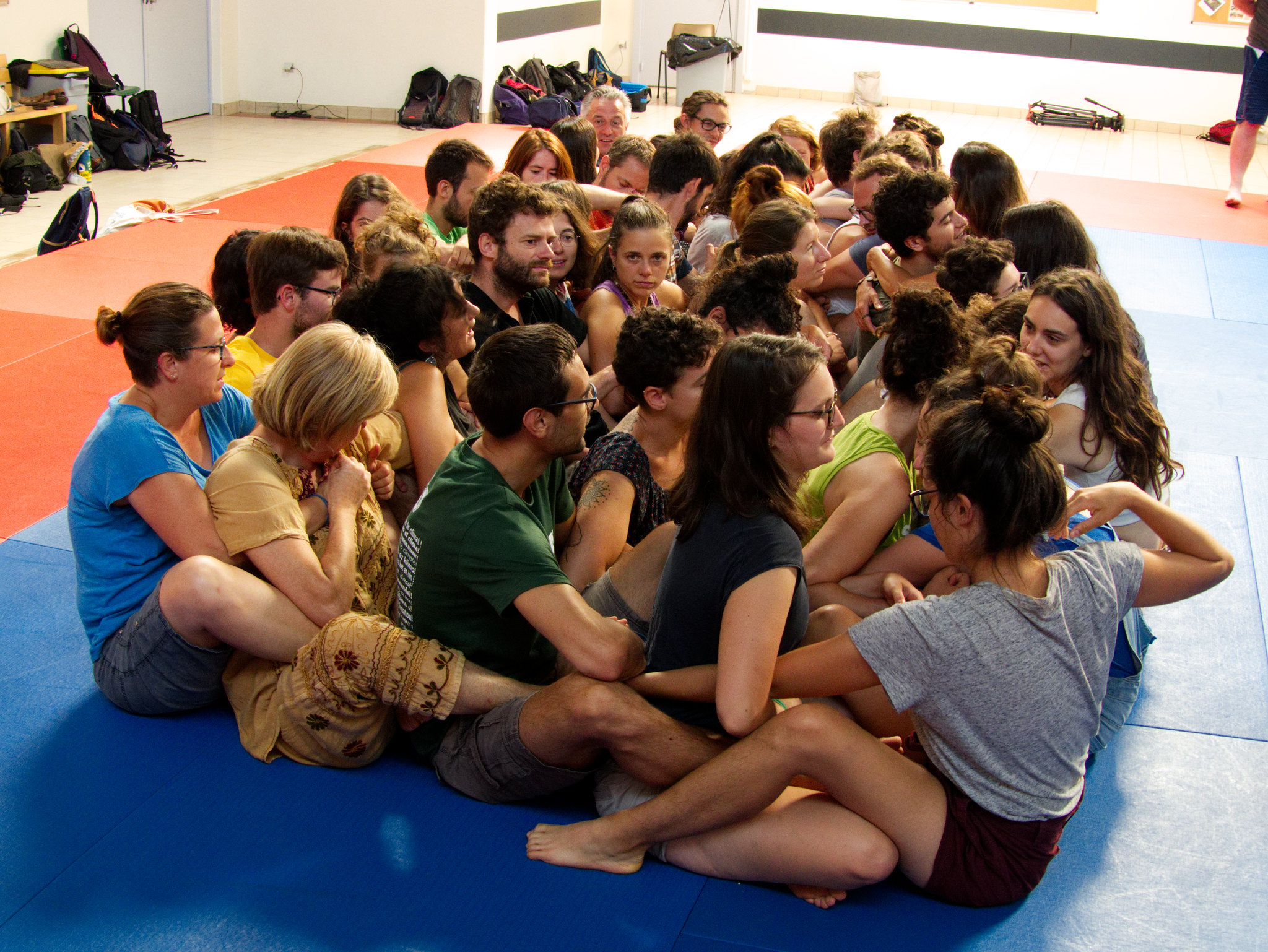
Activistes s'entrainant à une technique de blocage pendant le Camp Climat 2019 à Kingersheim

### Financement et soutiens
ANV-COP21 revendique une indépendance totale vis-à-vis des organisations dénoncées. L’essentiel de ses ressources est constitué :
- de bénévoles
- de dons des particuliers (dons réguliers ou ponctuels, campagne de financement participatif)
- du soutien de la fondation Non-Violence XXI, de la fondation Lush et de la Fondation Charles Léopold Mayer pour le Progrès de l’Homme.